# Papalina
Papalina ali sprat (znanstveno ime Sprattus sprattus) je morska pelaška riba iz družine sardel.

## Opis
Papalina po svoji obliki zelo spominja na sardelo, saj ima podolgovato, bočno rahlo stisnjeno telo, ki je po zgornji strani bledo modrikasto-zelenkaste barve. Boki so srebrni, trebuh pa srebrne do bele barve. Za razliko od sardele papalina na bokih nima temne pege, njeno telo pa ni pokrito z luskami. Zraste lahko do 16 cm, doseže pa povprečno 10, v izjemnih primerih tudi do 20 dag.
Ta vrsta sardel zimo preživi v plitvejšem morju, bliže obali, poleti pa se umakne na odprto morje ter v večje globine. Najpogosteje se zadržuje v morskih plasteh med 30 in 70 metri globine, lahko pa se zadržuje vse do 150 metrov globoko. Živi v jatah, ki pa so mnogo manjše od jat sardel. Prehranjuje se s planktonom.
Papaline se drstijo pozimi in spomladi. V Jadranu se drstijo od novembra do aprila.

## Razširjenost in uporabnost
Papalina je razširjena od severovzhodnega Atlantika pa vse do južnih obal Maroka. Najdemo jo tudi v Severnem in Baltiškem morju. Tudi v Sredozemlju z Jadranom je pogosta vrsta, najti pa jo je mogoče tudi v Črnem morju.
V Jadranu se zadržuje tam, kjer je slanost morja nižja, zaradi česar je pogosta v bližini rečnih izlivov. Bolj pogosta je v severnem Jadranu.
Papalina je riba z nežnim in okusnim mesom, zaradi česar je priljubljena riba, čeprav gospodarsko ne predstavlja posebej pomembne vrste. Pogosto jo ribiči uporabljajo kot vabo za lov na večje plenilske vrste, kot so tuni, lokarde, palamide, skuše in ostale večje vrste.